# Oerstedina mexicana
Oerstedina mexicana är en tvåhjärtbladig växtart som beskrevs av Wiehler. Oerstedina mexicana ingår i släktet Oerstedina och familjen Gesneriaceae. Inga underarter finns listade i Catalogue of Life.